# Tinqueux
Tinqueux è un comune francese di 10 504 abitanti situato nel dipartimento della Marna nella regione del Grand Est.

## Società

### Evoluzione demografica
Abitanti censiti